# Gazella subgutturosa
La gacela persa (Gazella subgutturosa) es una especie de mamífero artiodáctilo de la familia Bovidae. Habita las estepas y parajes semidesérticos de Irán, Pakistán y Asia Central, incluyendo zonas del desierto de Gobi.
Este animal está en la lista de especies amenazadas de Pakistán.

## Hábitat y distribución
Habita en desiertos y mesetas de piedra caliza. Puede correr a gran velocidad (no suele saltar, que es típico de otra especie de gacela). En gran parte de su área de distribución, las gacelas migran estacionalmente. Las manadas recorren entre 10-30 km por día en el invierno, que se reducen a distancias de aproximadamente 1-3 km en verano.
Puede alcanzar una velocidad de hasta 60 km/h.

## Alimentación
Esta gacela se alimenta de hierbas, brotes y hojas. Consume alrededor del 30 % de su masa en plantas por día.

## Reproducción
La gestación de esta especie dura entre 5 y 6 meses y la época de celo se localiza entre los meses de noviembre y enero.
La hembra da de mamar a sus crías hasta que alcanzan la edad de cuatro o cinco meses. La madurez sexual se produce a la edad de nueve meses para las hembras y 18 meses para los machos; la vida de esta Gacela es de unos 11 o 12 años.

## Subespecies
Se han descrito cuatro subespecies, aunque  en 2011 C. P. Groves y colaboradores distingueron estas subespecies como especies monotípicas separadas:
- Gacela persa (Gazella subgutturosa subgutturosa) - Gazella subgutturosa - el sureste de Turquía, Azerbaiyán, Siria, el norte y el este de Irak, Irán, el sur de Afganistán y Pakistán occidental.
- Gazela de Turkmenistan (Gazella subgutturosa gracilicornis) - Gazella gracilicornis - Kazajistán, Turkmenistán y Tayikistán.
- Gacela de Yarkand (Gazella subgutturosa yarkandensis) - Gazella yarkandensis - norte y el noroeste de China (Xinjiang, Qinghai, Shaanxi, Gansu, Nei Monggol) y Mongolia.